# Cuerpo sonoro
Se llama cuerpo sonoro a todo cuerpo capaz de producir sonido, como una campana, una cuerda tendida, un tubo de órgano, etc. 
Sin embargo, no se deduce de esta definición que todo instrumento de música sea un cuerpo sonoro pues solo se ha de dar este nombre a la parte del instrumento que es el principal productor del sonido. Así pues, en un violín o violoncelo, cada cuerda es un cuerpo sonoro pero la caja del instrumento que no hace más que representar y reflejar los sonidos ni es el cuerpo sonoro ni forma parte de él. 